# Peter Blegvad
Peter Blegvad (New York, 1951. augusztus 14. –) amerikai zenész, énekes-dalszerző és képregény-szerző.

## Pályafutása
Egyik alapító tagja volt a Slapp Happy nevű avant-rock zenekarnak, amely később rövid időre egyesült a Henry Cow-val. Több szóló és társas albuma jelent meg a Slapp Happy feloszlásáig. Szülei Lenore és Erik Blegvad voltak, mindketten gyerekkönyvek szerzői és illusztrátorai.
Blegvad a basszista John Greavesszel készítette el a Kew. Rhone. című albumot, 1977-ben, majd jóval később beszédhang darabokat adott Greaves zenéjéhez, az Unearthed című felvételen. Az 1980-as években több, üzletileg sikertelen lemeze jelent meg a Virgin Recordsnál, köztük a The Naked Shakespeare és a Knights Like This, mindkettő külső producerek hatását mutatta, édeskés, kortárs hangszereléssel. Ezekkel ellentétben, a Downtime, amely egy független kiadvány volt az 1980-as évek végén, főleg nagyon egyszerű demók sorozata, többnyire profi stúdiók "mellékidejében" felvéve. A King Strut and Other Stories (Virgin, 1990) rövid történetek gyűjteménye volt, egyszerű, de professzionális zene, gyakran ismert stúdiózenészek részvételével. Az albumon feltűnt az XTC-ből Andy Partridge, majd az Orpheus – The Lowdown (2003.) esetében a teljes lemez Partridge-dzsel készült. Blegvad több albumán feltűntek a Slapp Happy és a Henry Cow korábbi tagjai és a Slapp Happy speciális projektek érdekében többször is újra alakult.
Blegvad ügyes és olvasott költő volt, verseit gyakran jellemezték szójátékok, irodalmi hivatkozások, komplex, kiterjedt rímképletek. Jogot formálhat a világ leghosszabb, nyelvileg helyes tükörmondata szerzőjének címére:
Peel's foe not a set animal laminates a tone of sleep. (a Kew. Rhone-ból)
1992-től 1999-ig a The Independent közölte Blegvad furcsa, szürreális képregény-sorozatát, a Leviathan-t, amely jelentős kritikai elismerést kapott a Krazy Kat legérdekesebb elemeinek, valamint egy, Calvin and Hobbes-szerű, jövőbeli sztorinak az elegyítésért. A sorozat több fejezetét összegyűjtötték a 2001-ben megjelent The Book of Leviathan-ban. Blegvad egyéb képregényei és illusztrációi a The Ganzfeld-ben és a Ben Katchor-féle Picture Story 2-ben jelentek meg.
Gyakran vezetett két és három hetes írói kurzusokat a University of Warwickon, a National Academy for Gifted and Talented Youth (NAGTY) szervezésében.

## Fordítás
- Ez a szócikk részben vagy egészben  a   Peter Blegvad című angol Wikipédia-szócikk ezen változatának fordításán alapul.  Az eredeti cikk szerkesztőit annak laptörténete sorolja fel. Ez a jelzés csupán a megfogalmazás eredetét és a szerzői jogokat jelzi, nem szolgál a cikkben szereplő információk forrásmegjelöléseként.